# New York Navy Yard
Le New York Navy Yard, également appelé New York Naval Shipyard ou encore Brooklyn Navy Yard est un chantier naval et un complexe industriel situé au nord-ouest de Brooklyn à New York. Il est situé sur l'East River à Wallabout Bay, un coude semi-circulaire de la rivière en face de Corlears Hook à Manhattan. Il est délimité par Navy Street à l'ouest, Flushing Avenue au sud, Kent Avenue à l'est et East River au nord. Le site, qui couvre 225,15 acres (91,11 ha). Il est inscrit au registre national des lieux historiques.
Il est créé en 1801. Du début des années 1810 aux années 1960, c'est un chantier naval actif pour la marine des États-Unis. Il construit des navires en bois pour la marine américaine dans les années 1870 et des navires en acier après la guerre civile américaine dans les années 1860.
Le Brooklyn Navy Yard est agrandi à plusieurs reprises et, à son apogée, il couvre plus de 356 acres (1,44 km2). Le travail de ses 75 000 ouvriers pendant la Seconde Guerre mondiale lui vaut le surnom de « The Can-Do Shipyard ». Le Navy Yard est désactivé en tant qu'installation militaire en 1966, mais continue à être utilisé par des industries privées. L'installation abrite désormais un complexe industriel et commercial géré par le gouvernement de la ville de New York, à la fois lié aux réparations et à l'entretien des navires et en tant qu'espace de bureau et de fabrication pour les industries non maritimes.
Le Brooklyn Navy Yard comprend des dizaines de structures, dont certaines datent du XIXe siècle. L'hôpital naval de Brooklyn, un complexe médical sur le côté est du site de Brooklyn Navy Yard, a servi d'hôpital du chantier de 1838 à 1948. Dry Dock 1, l'une des six cales sèches du chantier, est achevée en 1851 et est répertoriée comme un point de repère désigné à New York. Les anciennes structures comprennent Admiral's Row, un regroupement de résidences d'officiers à l'extrémité ouest de la cour, qui a été démolie en 2016 pour accueillir de nouvelles constructions. Plusieurs nouveaux bâtiments ont été construits à la fin du 20e et au début du 21e siècle dans le cadre du complexe commercial et industriel géré par la ville. La résidence d'un commandant, également un monument historique national, est située à l'écart du site principal du chantier naval. La division des opérations maritimes du FDNY et leurs bateaux-pompes sont situés dans le bâtiment 292.

## Histoire

### Site
Le site est à l'origine une vasière et un marais maritime colonisés par les Indiens Canarsee. Les Néerlandais arrivent dans le secteur au début du XVIIe siècle. En 1637, le colon néerlandais Joris Jansen Rapelje achète, aux Indiens, 335 acres (environ 136 hectares) autour de l'actuelle baie de Wallabout,. Ce site devient plus tard sa erme, bien que Rapelje lui-même n'y réside que jusqu'en 1655 environ. Rapelje est un Wallon, la zone autour de sa ferme se fait connaitre sous le nom de Waal-boght ou Waal-bocht qui peut se traduire par Walloon's Bay, c'est probablement ainsi que le nom de Wallabout Bay apparait,. La famille Rapelje et ses descendants ont la possession de la ferme pendant au moins un siècle plus tard. Ils font de la culture sur les vasières et le marais. Ils construisent un moulin (pour la farine) et un étang pour ce moulin en 1710. l'étang est utilisé tout au long du XIXe siècle,. la famille Remsen sont les derniers descendants des Rapeljes à posséder la ferme, ils possèdent encore des terrains sur le site jusqu'au milieu du XIXe siècle.
Pendant la guerre d'indépendance américaine, les Britanniques détiennent des prisonniers de guerre américains sur des bateaux-prisons amarrés dans la baie. De nombreux prisonniers sont morts et sont enterrés dans des tranchées sur un terrain voisin,,. Jusqu'à la libération des derniers prisonniers en 1783, environ 12 000 d'entre eux seraient morts. Le Prison Ship Martyrs' Monument à Fort Greene Park a été construit pour honorer ces victimes,. En 1781, le constructeur naval John Jackson et deux de ses frères font l'acquisition de différentes parties du domaine de Rapelje. Jackson créé ensuite le quartier de Wallabout, ainsi qu'un site de construction navale dans le secteur,. Le premier navire que Jackson construit sur le site est le navire de commerce Canton, qu'il construit à la fin des années 1790,,.

### Développement et premières années

#### Achat des terrains
Les Jackson mettent en vente les terrains en 1800, le Gouvernement fédéral l'apprend rapidement. Le 7 février 1801, les autorités fédérales achètent les anciens quais et 40 acres (environ 16 hectares) de terrain à John Jackson pour 40 000 $ par l'intermédiaire d'un intermédiaire Francis Childs,,,. Childs vend le site au gouvernement fédéral seize jours plus tard. Cet achat fait partie des plus du président sortant John Adams pour établir une série de chantiers navals aux États-Unis. Ce site a été choisi car on pensait à l'époque que l'emplacement particulier entre Lower Manhattan et le port de New York serait idéal pour placer des défenses militaires, cependant cela ne s'est jamais concrétisé.
Le site reste inutilisé pendant plusieurs années parce que le successeur d'Adams, Thomas Jefferson, est opposé au renforcement militaire. Le Brooklyn Navy Yard devient un chantier naval actif pour la marine des États-Unis en 1806, lorsque le premier commandant du chantier, Jonathan Thorn, emménage dans les lieux,,. Il faut attendre plusieurs décennies avant le chantier naval ne soit pleinement développé. Pour la plupart, les premiers aménagement se concentrent sur le côté ouest du site actuel. C'est à peu près à la même époque que le Quarters A, la maison du commandant de style fédéral, est construit à l'angle nord-ouest du Brooklyn Navy Yard,. En 1810, le gouvernement fédéral fait l'acquisition de 131 acres (environ 53 hectares) supplémentaires de terres de l'État de New York, Une grande partie de ces terres sont immergées à marée haute. Pendant la guerre de 1812, le Brooklyn Navy Yard répare et modernise plus de 100 navires, même s'il n'est pas encore utilisé pour la construction navale,,.

#### Premières constructions
Le premier navire de ligne construit est l'USS Ohio, un navire en bois conçu par Henry Eckford. Sa quille est posée en 1817 et il est lancé le 30 mai 1820,,. Le premier navire de servitude du chantier, un type de navire utilisé pour abriter les nouvelles recrues de la marine, est la frégate à vapeur de Robert Fulton, l'USS Fulton. Le Fulton s'appelle initialement Demologos et est conçu comme une batterie flottante pour la protection du port de New York. Cependant, le bateau est jugé inadéquat à cette fin, et lorsque Fulton meurt en 1815, le navire est rebaptisé Fulton. Il sert ensuite comme navire de servitude pour le casernement amarré au large du Navy Yard jusqu'à sa destruction dans une explosion le 4 juin 1829,.
Dans les années 1820, le Navy Yard se compose de la maison du commandant, d'un bâtiment de caserne, de plusieurs bâtiments plus petits et de hangars sur ce qui est maintenant le coin nord-ouest du chantier. Parmi ces bâtiments, seule la maison du commandant est encore présente. La marine fait l'acquisition de 25 ou 33 acres supplémentaires (10 ou 13 hectares) en 1824 auprès de Sarah Schenck. L'hôpital naval de Brooklyn est construit sur ce site,,. La même année, il est converti en chantier de première classe,. L'hôpital ouvre ses portes en 1838. Lors du Grand Incendie de New York de 1835, le Navy Yard envoie un détachement de marines et de marins américains pour aider à combattre l'incendie, qui a rapidement détruit une grande partie de ce qui est maintenant le quartier financier. Ce détachement militaire fait exploser des bâtiments sur le chemin de l'incendie, ce qui créé des coupe-feu et réduit la capacité du feu à se propager, ce qui conduit The Long Island Star à signaler que le "détachement de marines du chantier naval sous le lieutenant Reynolds et les marins sous le capitaine Mix ont rendu le plus précieux service...". De même, lors du grand incendie dans le Lower Manhattan le 19 juillet 1845, "un détachement de marins et de marines du chantier naval sous le commandement du capitaine Hudson, est présent et a rendu de bons services. L'USS North Carolina qui agissait comme navire de réception pour les nouveaux enrôlés hommes, a également envoyé ses marins pour le service à terre". Le Navy Yard a également envoyé des matériaux pour faire sauter des bâtiments et créer des coupe-feu.
Le commodore Matthew Perry arrive au Brooklyn Navy Yard en 1831 et en est le commandant de 1841 à 1843. Il aide à fonder le United States Naval Lyceum en 1833,. Son premier directeur est Charles G. Ridgeley. Le Lyceum, qui se trouve dans un beau bâtiment en briques, publie plusieurs magazines et maintient un musée de documents du monde entier. Ses membres sont des officiers subalternes, des lieutenants, des aspirants et plusieurs présidents américains. Lorsque le Lyceum est dissous en 1889, ses documents et collections sont transférés au United States Naval Academy Museum, dans le Maryland, le bâtiment qui l'abrite est démoli. De plus, lorsque le premier navire de guerre à vapeur de la marine américaine, le USS Fulton, est construit au Brooklyn Navy Yard en 1837, Perry aide à en superviser la construction, et il en devient plus tard son premier commandant,.Perry est également présent lors de la construction de la calle sèche Dry Dock A, mais il quitte son poste de commandant du Brooklyn Navy Yard en 1843.

#### Premiers employés civils
Les premiers mécaniciens et ouvriers du chantier sont des employés per diem, payés à la journée. En tant qu'employés per diem, ils sont rarement en mesure de négocier les salaires. Le commodore Isaac Chauncey écrivant au secrétaire de la Marine Robert Smith le 5 janvier 1808, déclare : « J'ai cependant pu trouver un nombre suffisant de personnes disposées à travailler au salaire réduit et ceux qui ont refusé reviendront dans une semaine mendier du travail, et je pourrai réduire leurs salaires de 25 cents de plus car les marchands n'ont pas de travail à faire pour eux, par conséquent, ils doivent soit travailler pour nous à notre prix, soit se mettre au chômage pour faire croire aux marchands que le gouvernement n'est pas entièrement déterminé à construire les vingt-trois canonnières à cet endroit, j'ai indiqué qu'elles doivent être construites là où elles peuvent être construites le moins cher… ». Les salaires fluctuent considérablement fluctué en fonction de la répartition du Congrès pour cette année. Par exemple, en mai 1820, le Board of Navy Commissioners, ordonne au capitaine Samuel Evans, que le salaire des charpentiers du chantier naval doit être réduit de 1,62 1/2 cents par jour à 1,25 par jour, de même que le salaire des ouvriers est réduit de 90 cents par jour à 75. Le Brooklyn Navy Yard devient rapidement un gros employeur en raison de l'expansion de la construction navale. 1835 est une année importante pour la main-d'œuvre américaine, les travailleurs des grandes villes du nord-est demandant des salaires plus élevés, de meilleures conditions de travail et une journée de travail de dix heures. Le 26 mars 1835, les mécaniciens du New York Navy Yard ont demandé au Board of Navy Commissioners de réduire la journée de travail à dix heures, ce qui a été "signé par mille citoyens de New York et de Brooklyn". Le 24 avril 1835, le Conseil rejette leur requête, car "il serait contraire à l'intérêt public de réglementer les heures de travail dans les Navy Yards comme proposé dans le mémorial". La journée de travail de dix heures n'est mise en œuvre que le 31 mars 1840, lorsque le président Martin Van Buren décrète finalement une journée de travail de dix heures pour tous les mécaniciens et ouvriers employés aux travaux publics. En 1848, le chantier compte 441 employés qui travaillent généralement dix heures par jour, six jours par semaine.

#### Création d'un plan pour les voies de circulation
En 1826, le Congrès des États-Unis exige que tous les chantiers navals des États-Unis se procurent un plan directeur pour le développement futur. En raison de divers problèmes tels que la géographie boueuse, l'étroitesse du chenal de navigation à proximité, la petite taille du Brooklyn Navy Yard et la densité du développement existant dans les environs, la Marine n'est pas en mesure de soumettre un plan directeur réalisable pour le chantier.
L'ingénieur Loammi Baldwin Jr. est embauché pour créer un projet de construction d'une cale sèche dans le chantier en 1825. Le plan de Baldwin, publié en 1826, créé un plan hippodamien pour le Brooklyn Navy Yard. Deux autres cales sèches sont conçues : Drydock One au Boston Navy Yard et Drydock One au Chantier naval de Norfolk. En raison d'un manque de fonds, la construction de la cale sèche du New York Navy Yard est retardée jusqu'en 1836, lorsque les deux autres cales sèches sont achevées. La construction de la cale sèche commence en 1841 et s'achève en 1851,,. Au milieu du XIXe siècle, les limites de Wallabout Creek sont placées dans un canal et le ruisseau est dragué, contribuant au développement de la zone environnante en tant que chantier naval industriel.

### Milieu et fin du XIXe siècle

#### Guerre civile
En 1860, juste avant la guerre de Sécession, de nombreux immigrants européens se sont installés à Brooklyn, qui est devenue l'une des plus grandes villes des États-Unis (elle ne fait partie de New York qu'en 1898). Le chantier s'agrandit pour employer des milliers de mécaniciens qualifiés, avec des hommes travaillant 24 heures sur 24. Au début de la guerre, en 1861, le chantier 3 700 ouvriers. Les registres du chantier naval du 17 janvier 1863 indiquent 3 933 travailleurs sur la liste de paie. Le chantier emploie 6 200 hommes à la fin de la guerre en 1865,.
Pendant la guerre civile, le Brooklyn Navy Yard fabrique 14 grands navires et modernise 416 autres navires commerciaux pour soutenir les blocus navals de l'Union contre la Confederate Navy. Selon la rumeur, l'USS Monticello a été modernisé en moins de 24 heures,. Dans les trois mois qui suivent le President Lincoln's 75,000 volunteers, en avril 1861, le chantier est occupé à placer des armes sur des navires ou à remettre à neuf des armes existantes. Dans un article publié en juillet, le New York Times déclare : « Pendant plusieurs semaines, les mains ont été maintenues au travail sans cesse, souvent la nuit et le sabbat » Le sloop à vapeur USS Oneida, lancé le 20 novembre 1861, est le premier navire construit au Navy Yard qui fut spécifiquement destiné à la guerre civile américaine. Il participe à la bataille des forts Jackson et St. Philip en 1862, et à la bataille de Mobile Bay en 1864. L'USS Monitor construit au Continental Iron Works à Greenpoint (Brooklyn) est armé et mis en service au Brooklyn Navy Yard le 25 février 1862. Plus tard cette année-là, il combat le CSS Virginia (à l'origine USS Merrimack) à la bataille de Hampton Roads,. Parmi les autres navires construits à cette époque pour la marine de l'union, on peut citer les Adirondack, Ticonderoga, Shamrock, Mackinaw, Peoria, Tullahoma, Maumee, Nyack, Wampanoag, and Miantonomoh,.
En raison du rôle du Navy Yard dans la fabrication de navires pour les blocus de l'Union sur la Confédération, c'est une cible pour les partisans confédérés, qui tentent d'incendier les installations de stockage du chantier,. L'Union Navy a rapidement mis à jour ce complot. Plus tard, elle mobilise des marins et la olice métropolitaine de Brooklyn pour surveiller le chantier. Les confédérés n'ont jamais tenté de monter une véritable attaque,.

#### Après la guerre civile

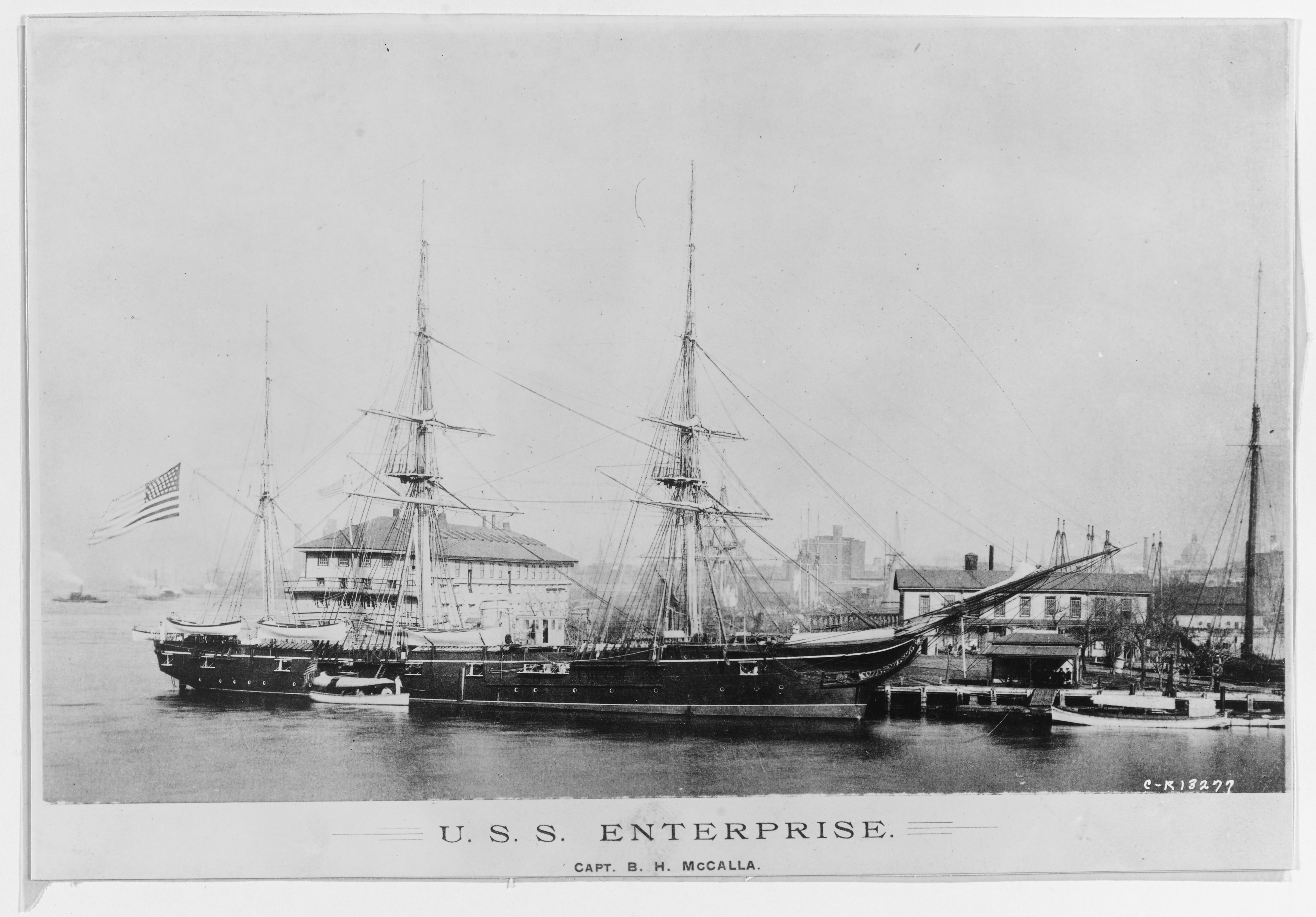
L' à quai au chantier, circa 1890.

En 1866, après la fin de la guerre civile, le nombre de personnes travaillant au Brooklyn Navy Yard diminue fortement, bien que le chantier continue à achever les navires déjà en construction. Les méthodes de construction navale se sont considérablement améliorées pendant la durée du conflit, de plus la technologie de construction navale utilisée par la marine est désormais devenue obsolète, ceci est aggravé par une série d'autres problèmes auxquels la marine est confrontée en général, comme la corruption. Probablement en conséquence, le Brooklyn Navy Yard ne débute la construction d'aucun navire entre 1866 et 1872. Certains bateaux sont toutefois finis et lancés durant cette période à l'instar du Kenosha, lancé en 1868. À la fin des années 1860 et au début des années 1870, le Navy Yard fabrique des navires à vapeur en acier, en effet ceux-ci sont plus rapides et plus faciles à manœuvrer que les navires en bois. Un atelier de placage de fer est construit pour la fabrication de tels navires. L'USS Trenton, lancé en 1876, est le dernier navire en bois et à voiles à être construit sur le chantier. À la fin du XIXe siècle, des appels sont lancés pour fermer définitivement le chantier naval, bien que ceux-ci ne se soient jamais concrétisés.
En 1872, il reste 1 200 personnes sur la liste de paie du chantier, un nombre qui peut être multiplié par quatre en cas de guerre. Les travailleurs du Brooklyn Navy Yard, qui sont des employés du gouvernement fédéral, reçoiventu des protections sociales qui sont considérées comme nouvelles à l'époque. Par exemple, une loi adoptée en 1867 protége les droits des employés du Navy Yard à la liberté d'expression politique, et une loi adoptée en 1872 interdit aux ouvriers, mécaniciens et ouvriers de travailler plus de huit heures par jour.
À la fin des années 1880, l'industrie de la construction navale au Brooklyn Navy Yard est à nouveau active, alors que la marine commence à étendre sa flotte. Le Navy Yard construit de plus grands cuirassés, ainsi que des torpilleurs et des sous-marins. De plus, de nombreux navires lancés depuis le chantier incluent des munitions, des systèmes de propulsion, de navigation et de blindage modernes. La nouvelle construction nécessite des voies de navigation élargies pour le lancement des navires. Depuis 1820, le chantier utilisait des cales en bois, avec des maisons de bateaux en bois au-dessus de chaque cale, qui protégeaient les coques des navires en bois, mais dans les années 1880, ces cales ont été mises à jour avec des poutres en granit.
La marine construit également deux cales sèches supplémentaires, qui rencontrent toutes deux rapidement des problèmes.  Dry Dock 2, à l'origine une cale sèche en bois, construite en 1887, rencontre rapidement des problèmes en raison de sa mauvaise qualité de construction,. Dry Dock 2 s'effondre lors d'une violente tempête en juillet 1899, et est reconstruite en maçonnerie en 1901. Le Dry Dock 3, un dock en bois, est de conception similaire au Dry Dock 2. Sa construction débute en 1893 et s'achève en 1897,. Peu de temps après, la cale sèche 3 s'avère trop courte de quatre pouces et trop peu profonde de deux pieds, elle est donc modifiée. La construction initiale en bois des cales sèches 2 et 3 nécessite un coût d'entretien important, contrairement à la cale sèche en maçonnerie, qui ne nécessite qu'une seule intervention en 40 ans. Les deux cales sèches existent toujours, mais sont désormais hors service. Pour soutenir les cales sèches supplémentaires et la capacité des voies navigables, plusieurs structures telles que de grands ateliers d'usinage, un bâtiment administratif et un bâtiment modèle sont construits dans les années 1890.
Contrairement à d'autres chantiers navals de la marine américaine à cette époque, le Brooklyn Navy Yard reste très actif dans la construction navale. L'un des navires les plus remarquables du Brooklyn Navy Yard à la fin du XIXe siècle est l'USS Maine, qui est lancé à partir de la calle de lancement 1. La quille du Maine est posée en 1888, il est lancé en 1895. Le navire est détruit dans le port de La Havane à Cuba en 1898,,. L' USS Cincinnati, construit en 1892 et mis en service en 1894, est le croiseur de tête de la classe Cincinnati.

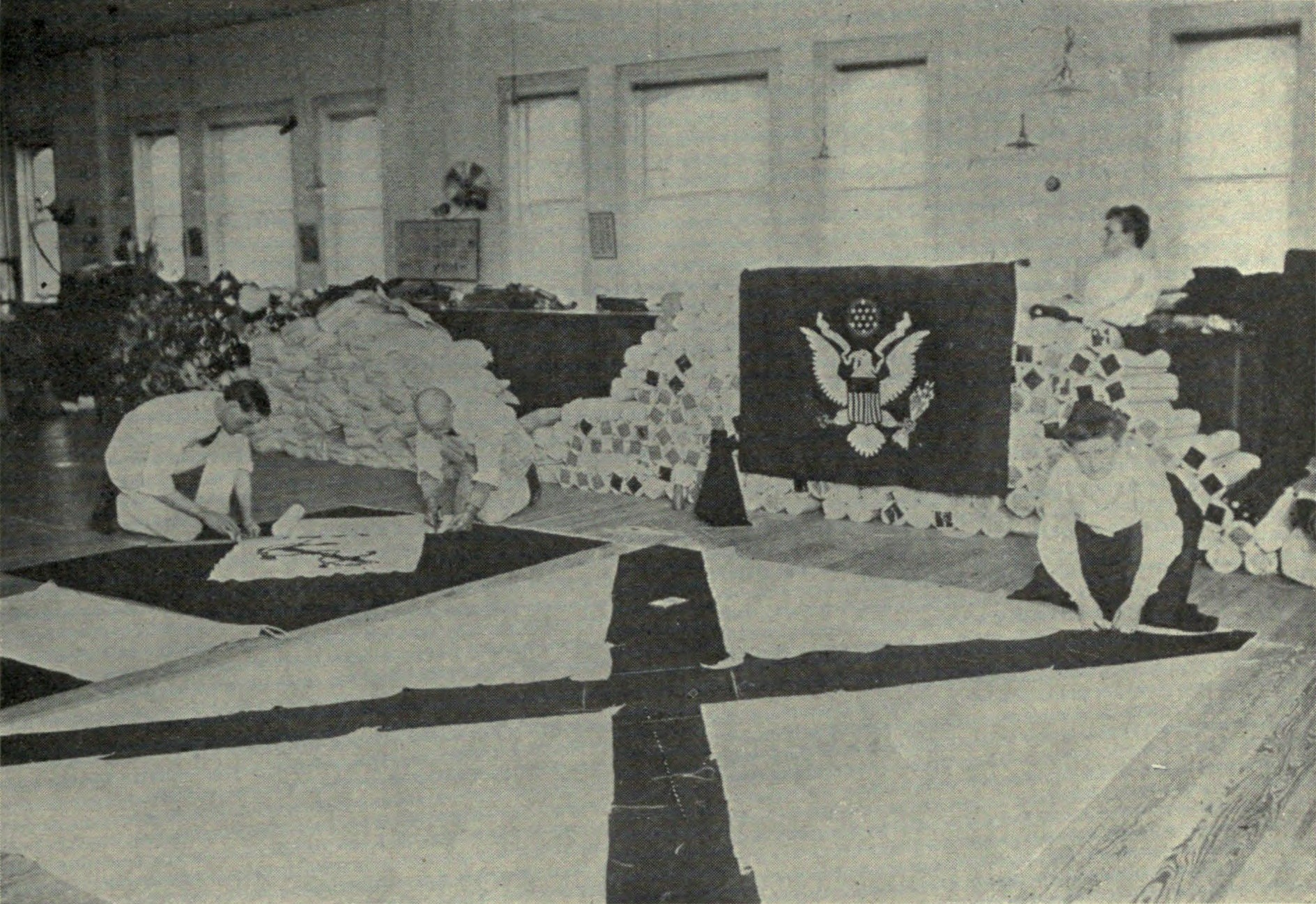
Quarterwoman Mary Ann Woods fabriquant le drapeau du président en 1914

Le chantier a besoin de grandes quantités de drapeaux nationaux, pour les navires, et de sacs de poudre à canon en toile. La tâche de coudre ces matériaux est historiquement effectuée par des hommes, mais le chantier commence à embaucher des femmes pour cette tâche en raison d'un besoin de main-d'œuvre qualifiée. À la fin des années 1890, bon nombre des fabricants de drapeaux nouvellement embauchés par le chantier sont des femmes, et la plupart de ces femmes sont des veuves de soldats tués à la guerre. Les fabricants de drapeaux, travaillant jusqu'à 14 heures par jour, doivent coudre 30 à 40 drapeaux par navire. L'une de ces femmes est Mary Ann Woods; une couturière fabricante de drapeaux de première classe qui est embauchée en 1882 et promue "Quarterwoman Flag Maker" en 1898,.

### Activités auXXesiècle

#### Des années 1900 aux années 1910
Après l'annexion de Brooklyn par New York en 1898, Brooklyn connait un développement rapide, notamment la construction des ponts de Williamsburg et de Manhattan vers Manhattan, ainsi que les premières lignes de métro de New York, qui sont construites par l'Interborough Rapid Transit Company. Le Brooklyn Navy Yard en bénéficie, il est très proche du pont de Manhattan, et les habitants de Manhattan peuvent facilement accéder au Navy Yard. Il y a une importante main-d'œuvre, principalement composée d'immigrants récemment arrivés à New York via Ellis Island. À cette époque, il y a une proposition pour déplacer le Navy Yard à Communipaw, New Jersey, ou simplement de fermer complètement le chantier, mais cela n'abouti pas,.
Après que les États-Unis remportent la guerre hispano-américaine de 1898, le président Theodore Roosevelt, ancien secrétaire adjoint de la Marine, renforce la présence de la Marine. En tant que tel, il promeut la construction de seize navires pour un « goodwill tour », tour du monde de bonne volonté. Le principal navire, l'USS Connecticut, est mis sur cale en 1903 et lancé en 1904. Ce navire est également le vaisseau amiral des cuirassés de la classe Connecticut,.
Durant cette période, le quai est reconstruit. Dry Dock 4, une cale sèche en brique et en béton pouvant accueillir des navires jusqu'à 717 pieds (219 m) de long, est planifiée en 1900 et construite entre 1905 et 1913. Pendant la construction, de graves problèmes avec les sables mouvants provoquent la mort de 20 ouvrier et en blessent 400 autres. Après l'abandon du projet par cinq constructeurs privés différents, le gouvernement fédéral intervient pour achever les travaux. Le Dry Dock 4 devient connu sous le nom de « Hoodoo dock »,,. Parallèlement à la construction de la cale sèche 4, il est également proposé d'allonger la cale sèche en bois numéro 3 de 668 à 800 pieds (204 à 244 m) de long. Divers bâtiments sont également construits : un bureau des payes, un atelier, un entrepôt de construction et de réparation et un hangar à ocomotives pour le système ferroviaire aujourd'hui disparu du Navy Yard. En 1914, le Navy Yard s'étend sur 114 acres (46 ha).
Bien que la Première Guerre mondiale débute en 1914, plusieurs années s'écoulent avant l'intervention des États-Unis dans ce conflit le 6 avril 1917. L'effectif du chantier passe alors de 6 000 à 18 000 personnes en un an. En préparation de la guerre, des cartes d'identité ont été délivrées aux employés de Navy Yard pour prévenir le sabotage. Le secrétaire de la marine américaine, Josephus Daniels, fait valoir que le Brooklyn Navy Yard doit être agrandi encore plus à l'ouest pour permettre davantage d'activités de construction navale. Entre-temps, les activités non essentielles sont déplacées vers le Bush Terminal de Sunset Park, à Brooklyn. Plusieurs nouveaux bâtiments sont construits en réponse à l'entrée des États-Unis dans la Première Guerre mondiale, notamment une rotonde de locomotives, un entrepôt de fournitures, un hangar à bateaux, un atelier de construction et un atelier d'usinage léger, ainsi que Pier C et Machine Way 2. La plupart d'entre eux sont reliées aux quatre cales sèches et aux deux voies de navigation via le système ferroviaire du Brooklyn Navy Yard. À la fin de 1918, le gouvernement américain avait investi à ce jour 40 millions de dollars dans le Navy Yard (l'équivalent de 721 000 000 de dollars en 2021).

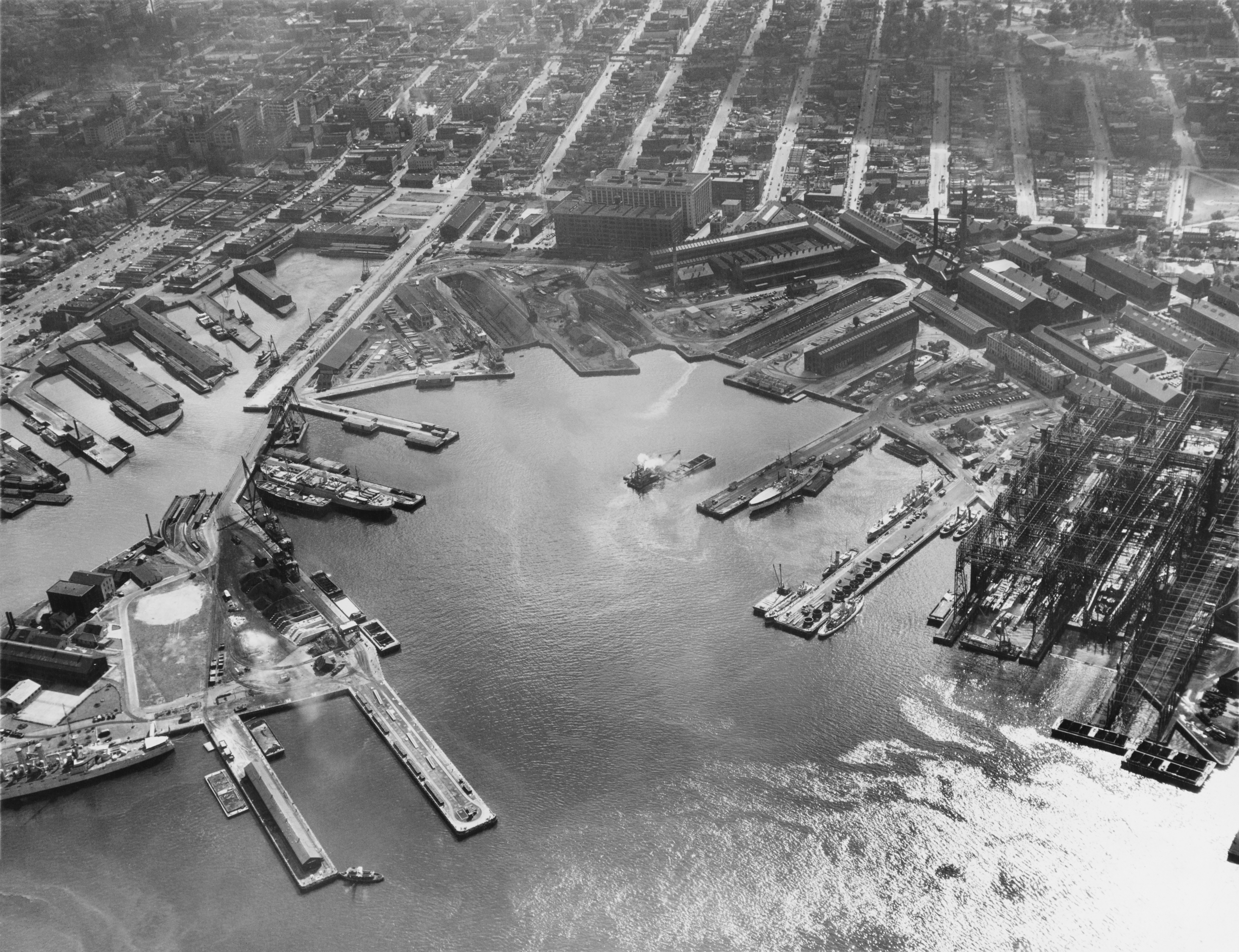
New York Navy Yard en 1918.

Pendant la Première Guerre mondiale, les six chantiers navals de Brooklyn, Boston, Charleston, Norfolk, Portsmouth et Philadelphie commencent à se spécialiser dans la construction de différents types de navires pour l'effort de guerre. Le Brooklyn Navy Yard se spécialise dans la création de chasseurs de sous-marins, en fabriquant 49 d'entre eux en l'espace de dix-huit mois. La Première Guerre mondiale prend fin en 1919 et, au lendemain de la guerre, l'USS Tennessee est le dernier cuirassé de la Première Guerre mondiale construit au Brooklyn Navy Yard. Aucun nouveau navire n'est achevé pendant dix ans jusqu'à l'USS Pensacola en 1929,,.

#### Des années 1920 aux années 1930
En 1920, après la fin de la Première Guerre mondiale, le Brooklyn Navy Yard débute la construction de deux unités de la classe South Dakota (cuirassés), les South Dakota et Indiana. Cependant, le traité naval de Washington, traité de paix signé par différents pays, limite la construction de cuirassés, de croiseurs de bataille et de porte-avions pour les signataires du traité. En conséquence, la construction des South Dakota et Indiana est arrêtée en février 1922. Le chantier naval baisse ainsi ses effectifs. À partir de 1921, un grand nombre de travailleurs sont licenciés, en décembre 1921 10 000 travailleurs ont quitté le chantier,. L'ordre est donné de démolir les deux cuirassés partiellement achevés,,. Le Congrès n'alloue plus de fonds pour la construction d'autres navires. Ainsi, jusqu'en 1929, les ouvriers restants sont principalement chargés de réparer les navires dans les cales sèches.
Le Pensacola, l'un des huit navires dont la construction est autorisée par le traité de Washington, est lancé en avril 1929,. Il est achevé et mis en service l'année suivante,. L'achèvement du Pensacola se produit au début de la Grande Dépression et, par conséquent, l'effectif de 4 000 personnes est réduit d'un quart immédiatement après celui-ci,. En raison de retards dans la signature du traité naval de Londres, ainsi que d'une prolongation de deux ans du traité de Washington, la quille du navire suivant, l'USS New Orleans, n'est posée qu'en 1931. Cependant, le chantier reste ouvert pour l'entretien courant des navires.
L'élection du président Franklin Delano Roosevelt en 1933, combinée à la détérioration des relations avec l'Allemagne, l'Italie et le Japon, entraîne une reprise des activités de construction navale pour le Brooklyn Navy Yard. La construction de l'USS Brooklyn, le navire de tête des croiseurs de la classe Brooklyn, débute en mars 1935. À la fin de 1935, dix croiseurs sont en construction. Le Dry Dock 4 est légèrement allongé pour accueillir la construction du cuirassé USS North Carolina en 1937.
Les nouvelles constructions nécessitent des travailleurs supplémentaires. En 1935, le Brooklyn Navy Yard compte 4 000 ouvriers. Tous sont bien payés, recevant six jours de salaire pour chaque semaine de travail de cinq jours, et les civils reçoivent des fonds de retraite importants en fonction de la durée de leur service. Mi 1936, le Brooklyn Navy Yard emploie 8 200 personnes, dont 6 500 construisent des navires et 1 700 sont embauchées dans le cadre des programmes WPA. En 1938, le chantier compte 10 000 travailleurs, dont un tiers recoivent des salaires de la WPA. À l'époque, le quartier environnant compte de nombreuses maisons et saloons délabrées comme décrit dans le Guide to New York City de la Work Projects Administration (WPA) de 1939. Il est espéré que des travaux fassent réhabiliter la zone,. Les travailleurs construisent aussi un incinérateur d'ordures, un garage, un bureau de centrale au charbon et une digue ; en outre, ils pavent les routes du Navy Yard et posent de nouvelles voies ferrées.

#### Seconde Guerre mondiale

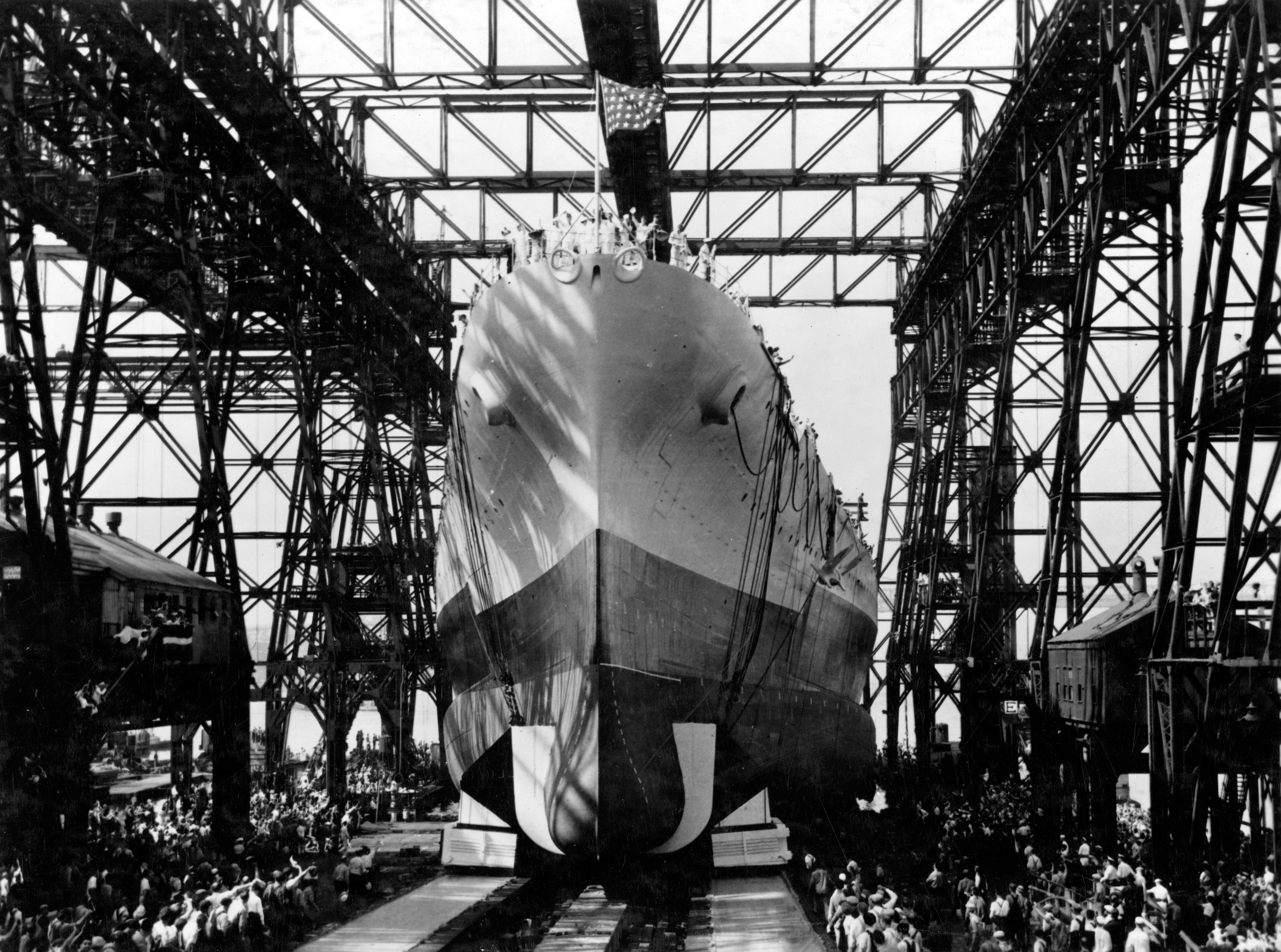
Lancement de l' en 1940.

En préparation de la Seconde Guerre mondiale, le chantier est largement rénové. Le Navy Yard est légèrement agrandi à l'ouest de 1,5 acre (0,61 ha), portant sa superficie totale à 356 acres (144 ha), et des parties du réseau de rues du milieu du XIXe siècle sont éliminées au profit de nouveaux aménagement. Cela inclut la construction d'un atelier de tourelle et de montage de 800 pieds sur 100 pieds (244 sur 30 m) ; l'expansion des voies de construction du Connecticut ; et un allongement de la cale sèche numéro 4. En 1939, le chantier contient plus de 8 kilomètres de rues pavées, quatre cales sèches d'une longueur de 326 à 700 pieds (99 à 213 m), deux cales de lancement en acier et six quais et flotteurs cylindriques pour les travaux de sauvetage, casernes pour les marines, une centrale électrique, une grande station de radio et un embranchement ferroviaire, ainsi que des fonderies, des ateliers d'usinage et des entrepôts. Ces travaux d'agrandissement et d'aménagement du chantier impliquent de vastes opérations de génie civil. Cela permet notamment de découvrir des artefacts vieux de plusieurs siècles. On retrouve même un brick pénitentiaire de l'époque de la guerre civile à huit pieds sous terre, à un autre endroit est retrouvé le squelette d'un prisonnier de ces navires.

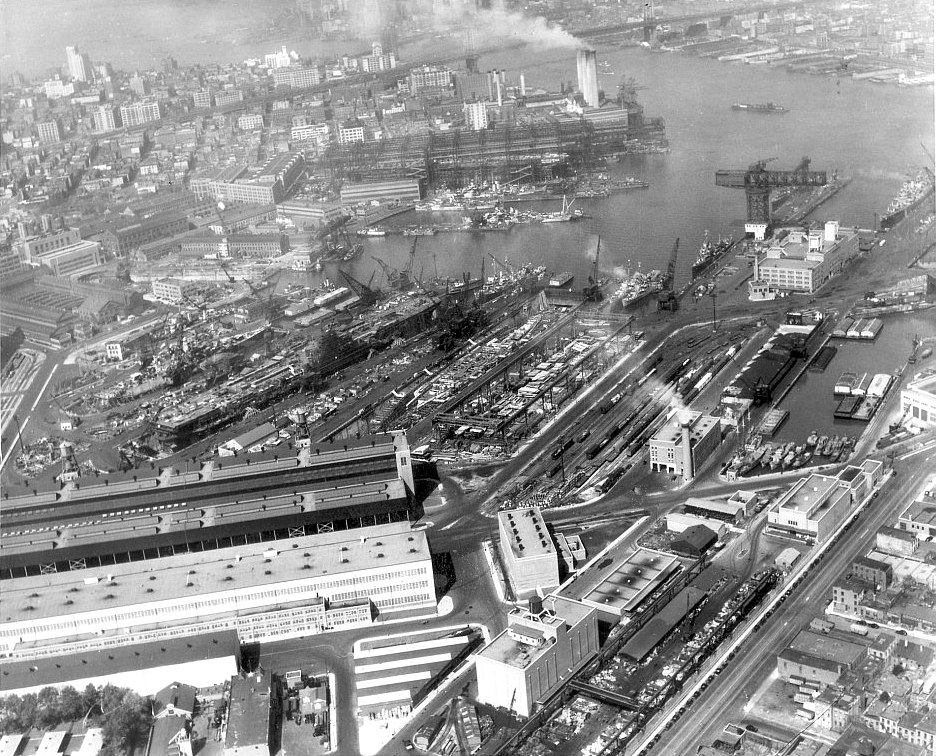
Le Navy Yard en 1945.

Les chantiers navals de Brooklyn et Philadelphie sont désignés pour la construction de cuirassés. Le premier cuirassé de la Seconde Guerre mondiale construit au Brooklyn Navy Yard est l'USS North Carolina, sa construction débute en 1937, il est mis en service en avril 1941. Un deuxième cuirassé, l'USS Iowa, est construit sur place. Les travaux débute en 1939, il est achevé en 1942. L'USS Missouri est le troisième cuirassé à être construit au Brooklyn Navy Yard. Le troisième cuirassé à être construit au Brooklyn Navy Yard était le Missouri, il est lancé en 1944. C'est sur ce navire que la capitulation du Japon est signé le 2 septembre 1945. Après l'achèvement des cuirassés, deux commandes de porte-avions sont passées : une pour l'USS Bennington, quille posée en décembre 1942, et une pour l'USS Franklin D. Roosevelt, quille posée en 1944. Selon le National Park Service, le Brooklyn Navy Yard a finalement construit : trois cuirassés, deux ateliers flottants, huit navires de débarquement de chars et d'innombrables barges. Le chantier a également équipé 250 navires pour la bataille et effectué des réparations sur 5 000 navires. Le chantier a aussi participé à la modernisation de navires de la Marine française tel le Richelieu.
Pour permettre la construction des cuirassés, les cales sèches 5 et 6 sont construites. La marine rachète 25 acres (10,11714105 ha) de terrain, qui avait été vendus à New York dans les années 1890 pour créer Wallabout Market. Les plans initiaux sont de construire les cales sèches à Bayonne (New Jersey), mais cet emplacement n'est pas adapté en raison de sa proximité avec un arsenal de munitions, et les nouvelles cales sèches du Brooklyn Navy Yard sont approuvées en 1941. Elles font 1 500 pieds (457,2 m) de long sur 200 ft (61 m) de large et 60 ft (18 m) de profondeur. A cette époque, il n'y a pas de cuirassés aussi gros. Ces cales sont finalement construites avec une longueur de 1 067 ft (325 m), ce qui en fait tout de même les cales sèches les plus longues,. Les contrats de construction sont attribués en 1941. Plusieurs bâtiments sont démolis, dont le marché et le Cob Dock. De plus, une branche du bassin de Wallabout qui menait au marché est comblée et environ 1,8 million de m3 de limon est dragué du bassin. Le bassin voisin de l'avenue Kent est également comblé. Par la suite, 13 000 pieux sont enfoncés dans le fond sablonneux du bassin et deux cents coffrages en béton sont coulés à un rythme de 270 m3 par heure. Dry Dock 5 est achevée en 1942. Les travaux incluent également la construction des quais J et K, ainsi qu'une grue à tête de 350 tonnes au quai G, ajoutée en 1943,.
Le Brooklyn Navy Yard emploie 18 000 travailleurs en décembre 1941, juste après l'attaque de Pearl Harbor. Après Pearl Harbor, les États-Unis entrent officiellement un guerre et le nombre d'employés au Brooklyn Navy Yard augmente. En juin 1942, plus de 42 000 travailleurs sont employés. Le chantier commence à travailler à temps complet, en 24/7, trois équipes de huit heures sont mises en place. En plus de la construction navale, les ouvriers du chantier farbiquent des uniformes et des drapeaux, et confectionnent des vivres emballés et des provisions de combat pour les marins et les soldats. Au plus fort de la Seconde Guerre mondiale, le chantier compte 75 000 personnes et a une masse salariale de 15 millions de dollars par mois,,. Le chantier est surnommé « The Can-Do Shipyard » en raison de sa production massive dans la construction de dizaines de navires et en remplaçant des centaines d'autres. Jusqu'à la fin de la guerre en 1945, la marine américaine décerne au Brooklyn Navy Yard un "E" pour le prix d'excellence chaque année.
Pendant la Seconde Guerre mondiale, le chantier naval commence à former et à employer des femmes et des travailleurs appartenant à des minorités à des postes anciennement occupés par des hommes blancs qui ont depuis rejoint les forces armées. Les femmes construisent principalement des navires, des avions et armes, ainsi que du matériel de communication, des armes légères et des articles en caoutchouc. D'autres femmes travaillent dans la division WAVES où elles exploitent l'équipement de communication et décodent les messages. Il y a 200 femmes employées au Brooklyn Navy Yard en 1942. Cependant, les femmes travaillant dans le chantier sont confrontées à la discrimination sexuelle et à un écart de rémunération entre les sexes, ce qui les empêchent d'accéder à des postes de niveau supérieur,, de nombreuses femmes occupent des postes d '« aides » aux autres travailleurs masculins qualifiés. Après l'adoption du Fair Employment Practices, des Afro-Américains sont également embauchés pour des travaux rémunérés au Brooklyn Navy Yard, un secteur dans lequel il leur était auparavant interdit de travailler. En janvier 1945, au pic salarial, 4 657 femmes travaillent occupent des métiers spécialisés tels que tuyauteurs, électriciens, soudeurs, grutiers, camionneurs et tôliers,. 2 300 autres femmes travaillent dans des emplois administratifs. Ensemble, les femmes représentent 10 % de la main-d'œuvre du chantier, bien que ce chiffre soit inférieur à celui de l'industrie, taux d'emploi féminin global de 11,5 %. Les minorités, principalement des Afro-Américains, représentaient 8 % de la main-d'œuvre. Après la guerre, la plupart des femmes sont licenciées et, en 1946, la main-d'œuvre en production est entièrement composée d'hommes. La main-d'œuvre des minorités continue de croître dans les années 1960, lorsque celles-ci représentent un cinquième de tous les travailleurs du Brooklyn Navy Yard.
La marine a construit au moins 18 bâtiments au Brooklyn Navy Yard pendant la Seconde Guerre mondiale, en utilisant tous les terrains disponibles. Ces structures comprennent un laboratoire d'essais de matériaux, une fonderie, deux ateliers de sous-assemblage, un atelier d'usinage des munitions et un atelier de construction. Les ateliers de sous-assemblage sont construits au bout de chaque forme de radoub, ils mesurent chacun 800 pieds (244 m) de périmètre et 105 pieds (32 m) de hauteur. Ils fabriqueent des sections de navire avant que celles-ci ne soient ajoutées à la coque, ce qui, avec l'introduction du soudage, a permis une efficacité accrue dans le processus de construction navale,. Un autre grand bâtiment construit au Navy Yard est le Building 77, un bâtiment de seize étages qui sert de quartier général, ainsi que d'espace de stockage. De plus, un lotissement est construit à Fort Greene à l'usage exclusif des ouvriers du chantier, ce quartier est situé immédiatement au sud du Navy Yard. Ce quartier est achevé en 1942,. Une filmothèque pour les forces armées est construite à l'extrémité est du Brooklyn Navy Yard, elle sert restaurer, revoir et distribuer des films à l'usage des troupes de la marine américaine dans le monde entier.

#### L'après Seconde Guerre mondiale
En novembre 1945, le Brooklyn Navy Yard est officiellement renommé New York Naval Shipyard, sur ordre du gouvernement fédéral,,. Depuis la création du chantier en 1801 jusqu'au changement de nom, le chantier est officiellement nommé New York Navy Yard, mais le public l'appelait communément Brooklyn Navy Yard, et le gouvernement le nommait United States Naval Shipyard, Brooklyn. Selon un officier de marine, le changement de nom est effectué car « cela conduira à une meilleure efficacité ».
Après la fin de la Seconde Guerre mondiale, la demande industrielle diminue fortement et de nombreuses familles blanches quittent Brooklyn pour s'installer dans la banlieue de Long Island. Des lotissements publics sont construits autour du chantier naval de New York. La construction de la Brooklyn–Queens Expressway a encore isolé le chantier naval de la communauté environnante, bien que le segment de l'autoroute près du chantier naval ne soit ouvert qu'en 1960. L'effectif est réduit à environ 10 000 personnes à la fin de 1947. Dans le même temps, la Marine vend sa flotte inutilisée et de nouveaux contrats pour des navires sont attribués à des chantiers navals privés. Le chantier naval célèbre son 150e anniversaire en 1951,. À cette époque, l'activité du chantier est surtout concentré sur la fabrication de porte-avions, dont trois sont en construction.

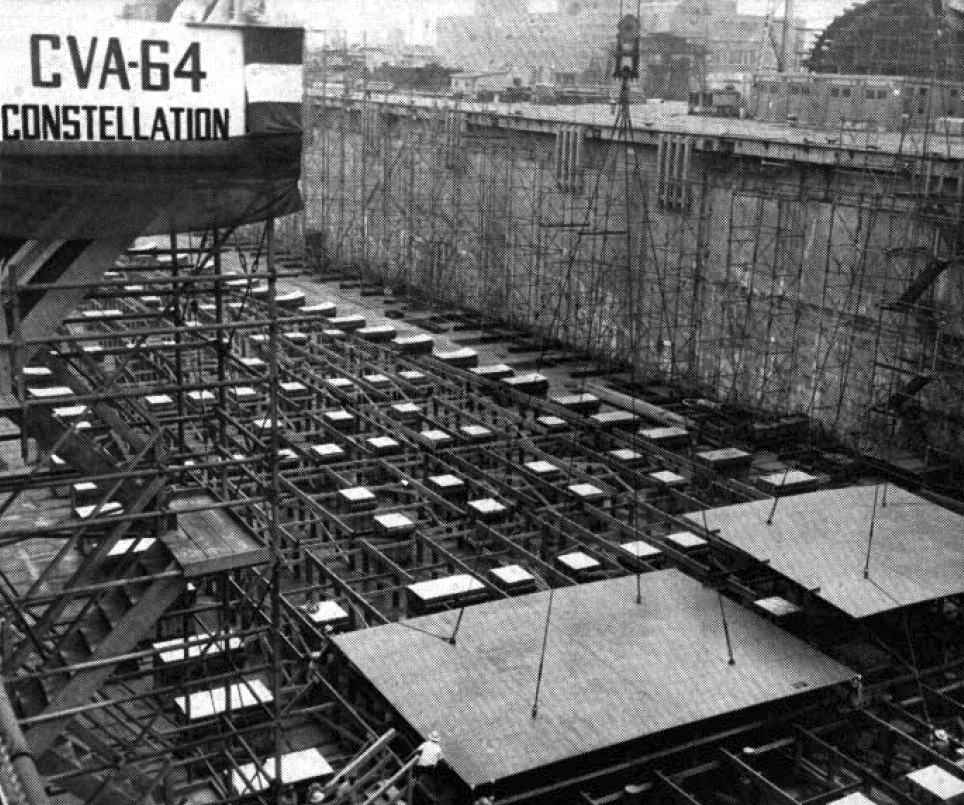
Début de la construction de l' en 1957.

Lorsque la guerre de Corée débute en 1950, le chantier naval de New York redevient temporairement actif et, en 1953, le chantier naval compte 20 000 travailleurs. Le chantier commence à moderniser des porte-avions pour accueillir les avions à réaction. Par exemple, en 1952, le chantier rénove l'USS Antietam devenant le premier porte-avions à pont incliné des États-Unis,. Un contrat pour la construction de l'USS Constellation, un super porte-avions, est attribué en août 1952. Le chantier naval est également engagé pour construire les USS Saratoga et Independence à la fin des années 1950, ainsi que six transports amphibies dans les années 1960. Malgré cette activité accrue, le chantier perd environ la moitié de ses effectifs lorsque les hostilités de la guerre de Corée prennent fin en 1953.
La quille du Constellation est posée en 1957. ce navire est presque terminé lorsqu'il est endommagé par un grand incendie le 19 décembre 1960, tuant 49 personnes et en blessant 323 autres. Cet évènement retarde sa mise en service de plusieurs mois, jusqu'en octobre 1961.
En plus des dégâts subis lors de l'incendie du Constellation, le chantier devient progressivement technologiquement obsolète. Les navires récents sont trop gros pour passer sous les ponts de Manhattan et Brooklyn, et ne peuvent donc pas se rendre au chantier. Le nombre de travailleurs continue de baisser, et en 1963, cela attire l'attention du sénateur américain Kenneth Keating, qui tente de préserver les 11 000 emplois restants.

### Fermeture
En 1963, le secrétaire à la Défense des États-Unis, Robert McNamara commence à étudier la possibilité de fermer des installations militaires redondantes, en particulier des chantiers navals, afin d'économiser de l'argent. Le département de la Défense annonce en mai 1964 qu'il envisage de fermer le chantier naval de New York ainsi que le Fort Jay et le Brooklyn Army Terminal. Les travailleurs protesten contre la fermeture annoncée du chantier, à Washington ainsi qu'au Madison Square Garden. À la suite de la fermeture prévue, de nouveaux contrats de construction navale sont attribués à des constructeurs navals privés plutôt qu'au chantier naval de New York. En octobre 1964, après le lobbying des ouvriers du chantier et des politiciens locaux, le chantier reçoit plusieurs contrats. À l'époque, le nombre d'employés est de 9 000 et diminue. Cependant, le mois suivant, McNamara annonce que le New York Navy Yard fait partie de la centaine d'installations militaires qui seront fermées,,.
Lorsque la fermeture du chantier naval est annoncée, il compte 10 600 employés civils et 100 militaires avec une masse salariale annuelle d'environ 90 millions de dollars. La fermeture doit permettre d'économiser environ 18,1 millions de dollars par an. De nombreux employés du chantier naval de New York sont des ouvriers spécialement formés à la construction navale. Ils tentent une dernière fois de convaincre la Marine de ne pas fermer le chantier naval. Malgré ces tentatives, en janvier 1965, les responsables annoncent que la date de fermeture du chantier est prévue pour le 30 juin 1966 et commencent à licencier les 9 500 travailleurs restants,. Au milieu de l'année, le chantier ne compte plus que 7 000 travailleurs salariés.

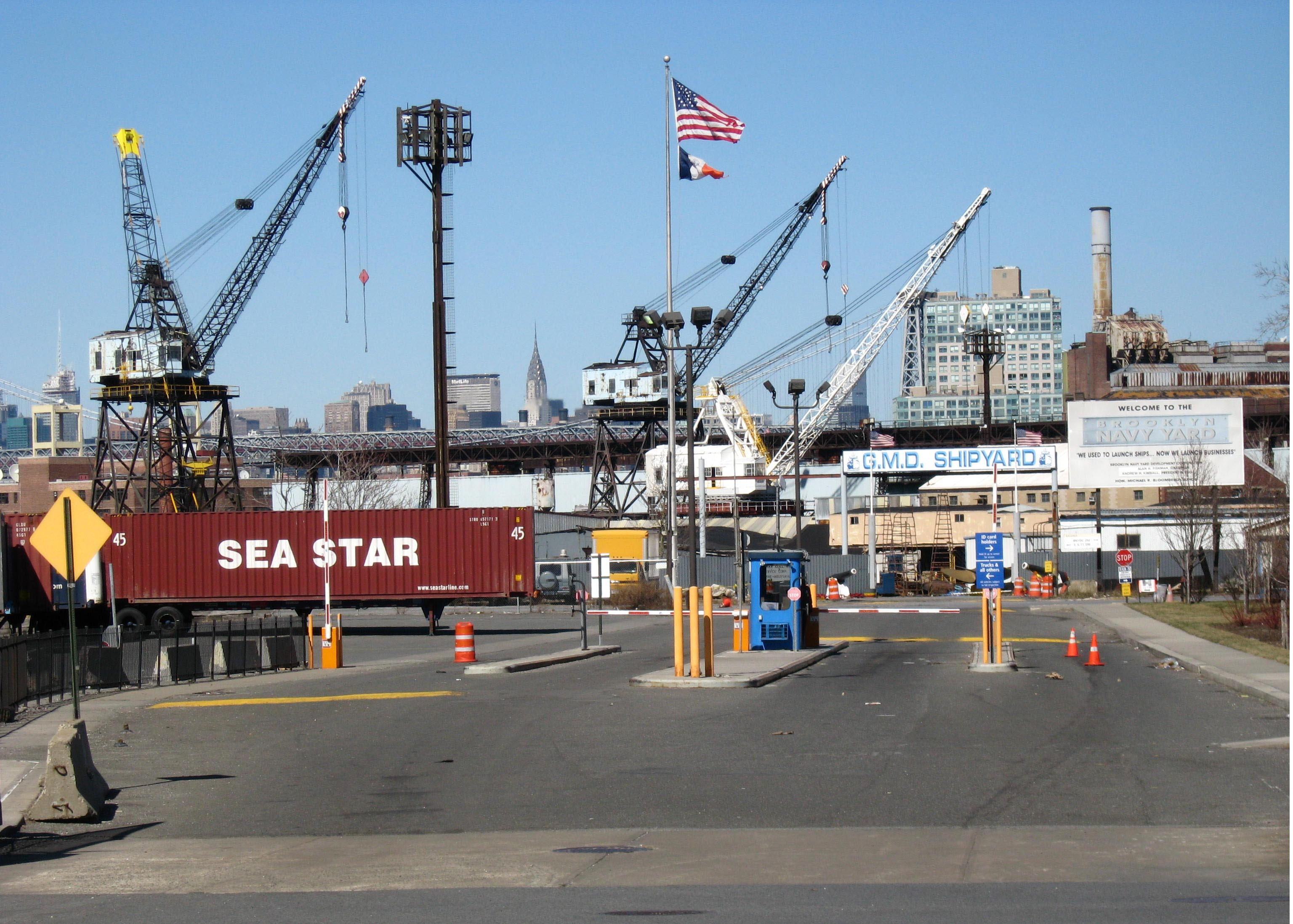
Clinton Avenue gate

Après l'annonce de la fermeture du chantier, plusieurs utilisations alternatives sont proposées, mais aucune n'est mise en œuvre. Au début de 1965, les travailleurs commencent à étudier la possibilité de louer de l'espace au chantier naval. Seymour Melman, ingénieur économiste à la Graduate School of Engineering de Columbia University, conçoit une plan détaillé pour convertir le Brooklyn Navy Yard en un chantier naval civil qui pourrait sauver la plupart des emplois qualifiés du chantier naval. L'administration du maire Robert F. Wagner Jr. se tourne vers l'industrie automobile pour construire une usine à l'intérieur du site. Un autre plan prévoit la construction d'une prison fédérale sur le site.
En août 1965, le dernier navire construit par le New York Navy Yard est lancé. Il s'agit de l'USS Duluth, un Amphibious transport dock de la classe Austin. Les derniers navires de la Marine qui sont mis en service par le chantier, le sont en décembre 1965. La fermeture officielle est marquée par une cérémonie le 25 juin 1966, la Marine désactive le chantier le 30 juin,. De nombreux ouvriers partent travailler au Philadelphia Naval Shipyard ou dans d'autres endroits.

### Vente à la ville, usage commercial et déclin
En février 1966, le gouvernement fédéral annonce que le Brooklyn Navy Yard est éligible à une aide d'environ 10 millions de dollars pour aider à convertir le chantier en parc industriel. La délégation bipartite du Congrès de l'État entame des négociations avec le gouvernement fédéral pour recevoir cette aide. Peu de temps après, la ville annonce son intention d'acheter le chantier et de le convertir en un complexe industriel, malgré les contestations de plusieurs agences fédérales qui souhaitent également utiliser des parties du chantier. En juillet 1966, la ville décide d'acheter le Brooklyn Navy Yard,,.
L'administration Johnson refuse initialement de vendre le chantier à la ville de New York. L'administration souhaite vendre le chantier 55 millions de dollars, tandis que la ville veut un prix inférieur. En mai 1967, le gouvernement fédéral et la ville se mettent d'accord sur un prix de vente de 24 millions de dollars. L'administration Nixon, qui prend ses fonctions en janvier 1969, est plus disposée à vendre le Brooklyn Navy Yard à la ville et propose de vendre le chantier à plus d'un million de dollars de moins que le prix de vente précédemment convenu. Le mois suivant, la propriété du chantier est transférée à la ville. L'accord final du Congrès pour la vente est donné en novembre 1969,, et le mois suivant, la ville reçoit un contrat officiel pour acheter le chantier pour 22,5 millions de dollars. Le gouvernement de la ville effectue son premier acompte pour la propriété en juin 1970.

#### Premiers baux
La Commerce Labor Industry Corporation of Kings (CLICK) est créée en 1966 en tant qu'organisme à but non lucratif pour gérer le chantier pour la ville,. La CLICK prévoit qu'il soit créé entre 30 000 et 40 000 emplois au Brooklyn Navy Yard d'ici dix ans, ce qui doit à son tour revitaliser l'économie de Brooklyn,,. Le premier bail à l'intérieur de la cour est signé en mai 1968, avant même que la vente à la ville ne soit finalisée. Au début de 1969, 300 personnes travaillent dans quatre entreprises du chantier, et d'autres entreprises s'y installent. Les locataires du chantier opèrent dans une variété d'industries, telles que la fabrication et la distribution,.

## Structures notables

### Dry docks
Le Brooklyn Navy Yard se compose de six cales sèches situées le long du bord nord du chantier, le long de l'East River. Dry Dock 1 est la première à être achevée,. Elle est suivie par la numéro 2 en 1897, la 4 en 1913. Les 5 et 6 sont construites en 1941. En 2022, les cales sèches 1, 5 et 6 sont les seules encore en service.
| Dock No. | Matériaux                               | Longueur            | Largeur            | Profondeur       | Date d'achèvement | Source  |
| -------- | --------------------------------------- | ------------------- | ------------------ | ---------------- | ----------------- | ------- |
| 1        | Granite                                 | 318 pieds (96,9 m)  | 98 pieds (30 m)    | 25 pieds (7,6 m) | 1851              | [ 181 ] |
| 2        | Béton                                   | 459 pieds (140 m)   | 112 pieds (34,1 m) | 24 pieds (7,3 m) | 1901              | [ 181 ] |
| 3        | Bois et Béton                           | 612 pieds (187 m)   | 150 pieds (45,7 m) | 29 pieds (8,8 m) | 1897              | [ 181 ] |
| 4        | Béton et brique, couronnement en granit | 723 pieds (220 m)   | 139 pieds (42 m)   | 35 pieds (11 m)  | 1913              | [ 181 ] |
| 5        | Béton armé                              | 1 092 pieds (330 m) | 150 pieds (45,7 m) | 41 pieds (12 m)  | 1943              | [ 181 ] |
| 6        | Béton armé                              | 1 092 pieds (330 m) | 150 pieds (45,7 m) | 41 pieds (12 m)  | 1943              | [ 181 ] |

## Commandants
1. Lieutenant Jonathan Thorn, 1er juin 1806 – 13 juillet 1807[8],[182]
2. Captain Isaac Chauncey, 13 juillet 1807 – 16 mai 1813[8],[182]
3. Captain Samuel Evans, 16 mai 1813 – 2 juin 1824[8],[182]
4. Commander George W. Rodgers, 2 juin 1824 – 21 décembre 1824[8],[182]
5. Captain Isaac Chauncey, 21 décembre 1824 – 10 juin 1833[8],[182]
6. Captain Charles G. Ridgeley, 10 juin 1833 – 19 novembre 1839[8],[182]
7. Captain James Renshaw, 19 novembre 1839 – 12 juin 1841[8],[182]
8. Captain Matthew C. Perry, 12 juin 1841 – 15 juillet 1843[8],[182]
9. Captain Silas H. Stringham, 15 juillet 1843 – 1er octobre 1846[8],[182]
10. Captain Isaac McKeever, 1er octobre 1846 – 1er octobre 1849[8],[182]
11. Captain William D. Salter, 1er octobre 1849 – 14 octobre 1852[8],[182]
12. Captain Charles Boardman, 14 octobre 1852 – 1er octobre 1855[8],[182]
13. Captain Abraham Bigelow, 1er octobre 1855 – 8 juin 1857[8],[182]
14. Captain Lawrence Kearny, 8 juin 1857 – 1er novembre 1858[8],[182]
15. Captain Samuel L. Breese, 1er novembre 1858 – 25 octobre 1861[8],[182]
16. Captain Hiram Paulding, 25 octobre 25 1861 – 1er mai 1865[8],[182]
17. Commodore Charles H. Bell, 1er mai 1865 – 1er mai 1868[8],[182]
18. Rear Admiral Sylvanus W. Godon, 1er mai, 1868 – 15 octobre 1870[182]
19. Rear Admiral Melancton Smith, 15 octobre 1870 – 1er juin 1872[182]
20. Vice Admiral Stephen Clegg Rowan, 1er juin 1872 – 1er septembre 1876[182]
21. Commodore James W. Nicholson, 1er septembre 1876 – 1er mai, 1880[182]
22. Commodore George H. Cooper, 1er mai, 1880 – 1er avril 1882[182]
23. Commodore John H. Upshur, 1er avril 1882 – 31 mars 1884[182]
24. Commodore Thomas S. Fillebrown, 31 mars 1884 – 31 décembre 1884[182]
25. Commodore Ralph Chandler, 31 décembre 1884 – 15 octobre 1886[182]
26. Commodore Bancroft Gherardi, 15 octobre 1886 – 15 février 1889[182]
27. Captain Francis M. Ramsay, 15 février 1889 – 14 novembre 1889[182]
28. Rear Admiral Daniel L. Braine, 14 novembre 1889 – 20 mai 1891[182]
29. Commodore Henry Erben, 20 mai 1891 – 1er juin 1893[182]
30. Rear Admiral Bancroft Gherardi, 1er juin 1893 – 22 novembre 1894[182]
31. Commodore Montgomery Sicard, 22 novembre 1894 – 1er mai 1897[182]
32. Commodore Francis M. Bunce, 1er mai, 1897 – 14 janvier, 1899[182]
33. Commodore John Woodward Philip, 14 janvier, 1899 – 17 juillet 1900[182]
34. Rear Admiral Albert S. Barker, 17 juillet 1900 – 1er avril, 1903[182]
35. Rear Admiral Frederick Rodgers, 1er avril, 1903 – 3 octobre 1904[182]
36. Rear Admiral Joseph B. Coghlan, 3 octobre 1904 – 1er juin, 1907[182]
37. Rear Admiral Caspar F. Goodrich, 1er juin, 1907 – 15 mai 1909
38. Captain Joseph B. Murdock, 15 mai 1909 – 21 mars 1910
39. Captain Lewis Sayre Van Duzer, avril 1910 - juillet 1913
40. Rear Admiral Eugene H. C. Leutze, 21 mars 1910 – 6 juin 1912
41. Captain Albert Gleaves, 6 juin 1912 – 28 septembre 1914
42. Rear Admiral Nathaniel R. Usher, 28 septembre 1914 – 25 février 1918
43. Rear Admiral John D. McDonald, 28 septembre 28 1914 – 1er juillet 1921
44. Rear Admiral Carl T. Vogelgesang, 1er juillet 1921 – 27 novembre 1922
45. Rear Admiral Charles P. Plunkett, 27 novembre 1922 – 16 février 1928
46. Captain Frank Lyon, 16 février 1928 – 2 juillet 2 1928
47. Rear Admiral Louis R. de Steiguer, 2 juillet 1928 – 18 mars 1931
48. Rear Admiral William W. Phelps, 18 mars 1931 – 30 juin 1933
49. Rear Admiral Yates Stirling Jr., 30 juin 1933 – 9 mars 1936
50. Captain Frederick L. Oliver, 9 mars 1936 – 20 avril 1936
51. Rear Admiral Harris L. Laning, 20 avril 1936 – 24 septembre 1937
52. Rear Admiral Clark H. Woodward, 1er octobre 1937 – 1er mars 1941
53. Rear Admiral Edward J. Marquart, 2 juin 1941 – 2 juin 1943
54. Rear Admiral Monroe R. Kelly, 2 juin 1943 – 5 décembre 1944
55. Rear Admiral Freeland A. Daubin, 5 décembre 1944 – 25 novembre 1945

## Dans la culture populaire
- Le chantier naval apparaît dans les jeux vidéo Grand Theft Auto IV  et Grand Theft Auto: Chinatown Wars  sous le nom de Broker Navy Yard.